# Natriumsulfit
Natriumsulfit Na2SO3 (nicht zu verwechseln mit Natriumsulfid Na2S und Natriumsulfat Na2SO4) ist das Natriumsalz der Schwefligen Säure.

## Gewinnung und Darstellung
Natriumsulfit entsteht beim Einleiten von Schwefeldioxid in Natronlauge
{\displaystyle {\ce {2 NaOH + SO2 -> Na2SO3 + H2O}}}
oder durch Neutralisation von Natronlauge mit Schwefliger Säure.
Natriumsulfit kann auch durch Reaktion einer Natriumhydrogensulfitlösung mit Natronlauge oder einer Natriumcarbonatlösung gewonnen werden und entsteht ferner als Nebenprodukt bei der Herstellung von Naphtholen und/oder Phenolen aus Naphthalin- und Benzolsulfonsäuren.

## Eigenschaften
Natriumsulfit ist ein weißes bis schwach gelbliches, geruchloses, kristallines Pulver. Aus wässriger Lösung kristallisiert es als Heptahydrat aus. Es ist hygroskopisch und kann durch Sauerstoff zu Natriumsulfat (Na2SO4) oxidiert werden. Mit Säuren zersetzt es sich unter Bildung von Schwefeldioxid. Die Kristallwasserabspaltung des Heptahydrats erfolgt ab 150 °C. Die kristallwasserfreie Form ist oxidationsstabiler als das Heptahydrat. Natriumsulfit ist in Wasser leicht löslich, die Lösung reagiert alkalisch und wirkt reduzierend (so wird zum Beispiel Kaliumpermanganatlösung entfärbt). Es wirkt keimtötend.
Die Verbindung besitzt eine trigonale Kristallstruktur mit der Raumgruppe P3 (Raumgruppen-Nr. 147).

## Verwendung
- Natriumsulfit dient als Konservierungsmittel und Antioxidans für Lebensmittel (Zusatzstoffnummer E221). Als Bestandteil der sogenannten Knödelhilfe verhindert es das Braunfärben (Oxidieren) von Kartoffelteig. In der Photoindustrie kommt Natriumsulfit wasserfrei photo grade als Oxidationsschutzmittel von Entwicklerlösungen zum Einsatz. In der chemischen und chemisch-technischen Industrie wird aus Natriumsulfit unter Schwefelzusatz Natriumthiosulfat (Fixiersalz) hergestellt. In der Chemiefaser- und Textilindustrie dient es als Bleichmittel und zur Zerstörung von aktivem Chlor. Es ist auch Hilfsmittel bei der Wasseraufbereitung, denn es wirkt als Korrosionsschutz durch Sauerstoffentzug und dient der Entfernung von Chlor aus Brauchwässern. In der Kautschuk- und Zellstoffindustrie trägt es zur Qualitätsverbesserung der Produkte bei.[4] Es ist auch ein Zwischenprodukt zur Herstellung von Natriumdithionit.
- Es wird als Wirkstoff gegen Keim- oder Algenbildung angeboten.
- Es ist ein Gegenmittel bei Vergiftungen mit Nicotin.
- Es wird neben Natriumdithionit als Wirkstoff im Tintenkiller verwendet und ist ein Bestandteil von Fleckentfernern.